# Bulwers fazant
Bulwers fazant (Lophura bulweri) is een vogel uit de familie fazantachtigen (Phasianidae). De wetenschappelijke naam van de soort is voor het eerst geldig gepubliceerd in 1874 door Richard Bowdler Sharpe en vernoemd naar de koloniaal ambtenaar en diplomaat Henry Ernest Gascoyne Bulwer (1836 – 1914). Het is een door habitatverlies kwetsbaar geworden vogelsoort die alleen voorkomt  Borneo.

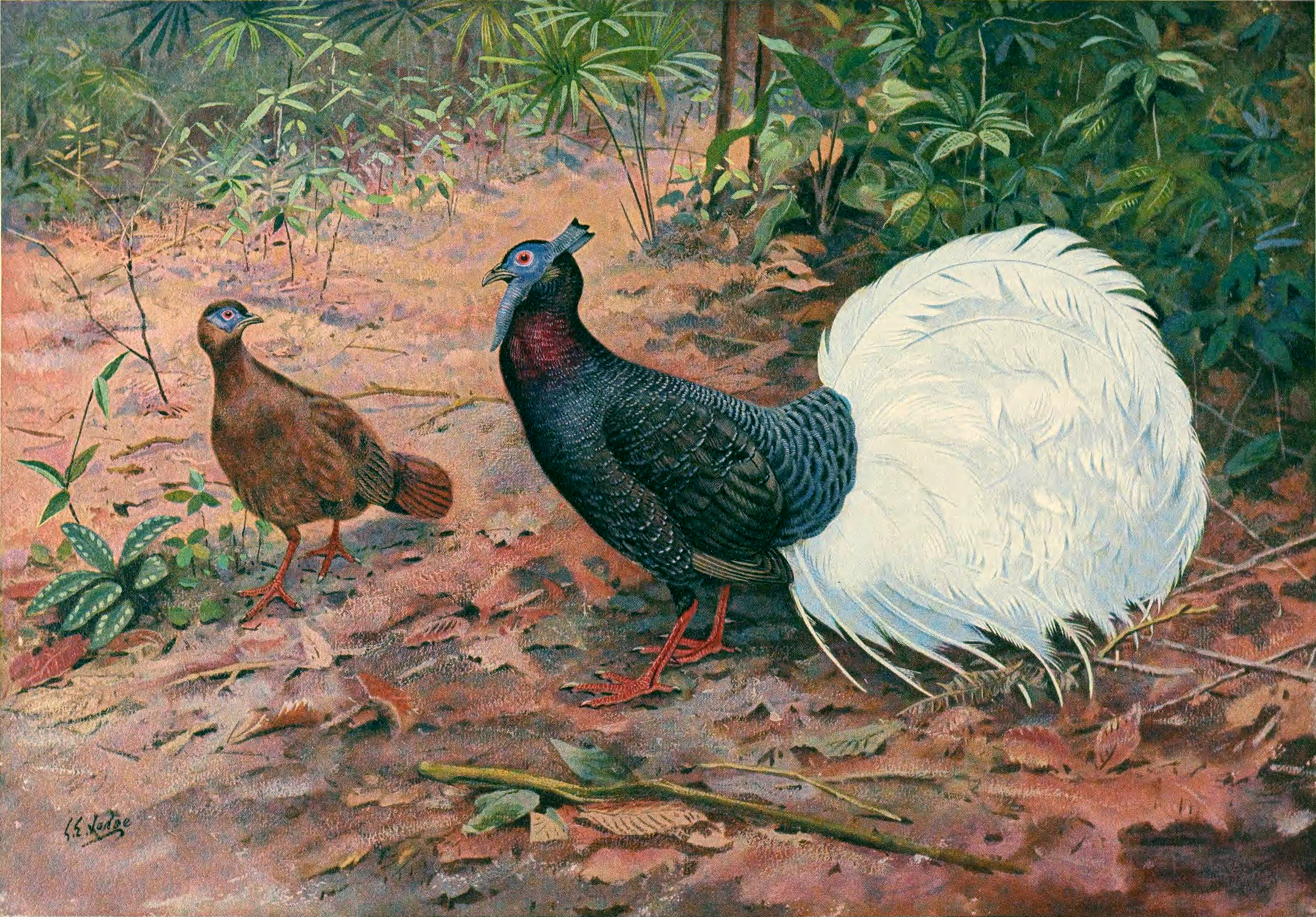
Afbeelding van haan en hen uit 1857-1883

## Kenmerken
De haan is 77 tot 80 cm, de hen ongeveer 55 cm. De haan is blauwzwart met een opvallende witte staart. Haan en hen hebben een blauwgekleurde, naakte huid rond het oog en rode poten. De hen is onopvallend donker rondbruin.

## Verspreiding en leefgebied
Deze soort is endemisch op Borneo. De leefgebieden van deze vogel liggen in tropisch regenwoud in heuvelland tussen de 300 en 1500 meter boven zeeniveau.

## Status
De grootte van de populatie werd in 2016 door BirdLife International geschat op 2,5 tot 10 duizend volwassen individuen. De populatie-aantallen nemen af door habitatverlies. Het leefgebied wordt aangetast door ontbossing door bosbranden en omdat natuurlijk bos plaats maakt voor intensief agrarisch gebruikt land zoals oliepalmplantages. Om deze redenen staat deze soort als kwetsbaar op de Rode Lijst van de IUCN.